# Bitka pri Vindonissi
Bitka pri Vindonissi se je odvijala leta 298 ali 302 med rimsko cesarsko vojsko, ki jo je vodil cesar Konstancij Klor in Alemani. Rimljani so zmagali v bitki pri Vindonissi in okrepili rimsko obrambo vzdolž Rena.